# El proceso (película de 1962)
El proceso es una coproducción europea de 1962, dirigida por Orson Welles, quien también escribió el guion, basado en la novela homónima de Franz Kafka. 
La película contó con Anthony Perkins, Romy Schneider, Jeanne Moreau, Orson Welles, Elsa Martinelli y Akim Tamiroff en los papeles principales.
Galardonada con el Premio de los Críticos 1964 a la mejor película (Orson Welles).

## Sinopsis
Josef K. (Anthony Perkins) es despertado en su apartamento una mañana por dos agentes de policía que le informan de que se encuentra bajo arresto abierto. Los agentes se niegan a identificar el delito del cual Josef K. es acusado, y no se lo llevan detenido. Cuando los agentes se van, Josef K. conversa con su patrona, la señora Grubach (Madeleine Robinson), y con su vecina, la señorita Bürstner (Jeanne Moreau), acerca de lo ocurrido. 
Más tarde va a su oficina, donde es reprendido por su superior por su supuesta relación inapropiada con su prima adolescente. Esa tarde, Josef K. va a la ópera, pero es recogido en el teatro por un inspector de policía (Arnoldo Foà) y es llevado a una sala de audiencias, donde son en vano sus intentos de hacer frente a la naturaleza peculiar de su caso. Posteriormente regresa a su oficina y descubre que los dos oficiales de policía que lo habían visitado inicialmente están siendo azotados en una pequeña habitación de madera. El tío de Josef K. llamado Max recomienda que consulte con Hastler (Orson Welles), un abogado. Después de breves encuentros con la esposa de un guardia de sala (Elsa Martinelli) y una habitación llena de hombres condenados en espera de juicio, Josef K. tiene una entrevista con Hastler, pero la misma resulta insatisfactoria. 
La amante de Hastler (Romy Schneider) sugiere que Josef K. busque asesoramiento del artista Titorelli (William Chappell), pero esto tampoco resulta útil. Josef K. busca refugio en una catedral, y allí se entera por medio de un sacerdote (Michael Lonsdale) que ha sido condenado a muerte. Hastler aparece de repente en la catedral para confirmar la información del sacerdote. En la víspera de su trigésimo primer cumpleaños, Josef K. es detenido por dos verdugos y es llevado a una cantera, donde se ve obligado a quitarse algunas de sus prendas. Los verdugos dan al condenado un cuchillo, pero él se niega a suicidarse. Los verdugos dejan a Josef K. en un pozo de la mina y lanzan dinamita sobre él. Josef K. se ríe de sus verdugos, coge la dinamita y la lanza para arriba. A continuación, desde la distancia hay una explosión y el humo de las ondas de dinamita en el aire.

## Reparto
- Anthony Perkins - Joseph K.
- Orson Welles - Abogado
- Romy Schneider - Léni
- Jeanne Moreau - Señorita Burstner
- Elsa Martinelli - Hilda
- Madeleine Robinson - Señora Grubach
- Suzanne Flon - Señorita Pittl
- Akim Tamiroff - Bloch
- Arnoldo Foa - Inspector A.
- Fernand Ledoux - Oficial Mayor del Tribunal de Derecho
- Jess Hahn -  Sub-Inspector
- Maurice Teynac - Sub-Director
- Michael Lonsdale - Sacerdote
- Naydra Shore - Irmie, prima de Joseph K.
- Billy Kearns - Sub-Inspector
- Carl Studer - Policía
- Raoul Delfosse - Policía
- Jean-Claude Rémoleux - Policía
- Thomas Holtzmann - Estudiante
- Wolfgang Reichmann - Guardia del tribunal
- Max Haufler - Tío Max
- Max Buchsbaum - El juez
- William Chappell - Titorelli
- Guy Grosso - Un colega de K.

## Comentarios
En blanco y negro, Welles muestra al espectador la historia de Josef K., que empieza cuando es despertado muy temprano en su cama por la policía. La situación que comienza a vivir Josef K. a partir de aquel momento es psicológicamente opresiva y agobiante. El inspector le comunica que está acusado pero no se le informará de la causa, quedará en régimen abierto a la espera de juicio sin más información que la facilitada, Josef K. vivirá pendiente de su causa y de la tortura psicológica que ello conlleva al no encontrar respuestas sobre su acusación y no poder defenderse ante una culpabilidad de algo que simplemente él no sabe ni entiende, a la espera de una sentencia la cual no sabe si será a favor o en contra de un delito del que no es informado y ni siquiera tiene la más mínima información de haberlo cometido él mismo u otra persona o simplemente se trata de un error. 
Picados, contrapicados y una fotografía muy bien cuidada con escenarios agobiantes por pequeños o grandes, surrealistas, minimalistas y tenebrosos nos muestran un entramado judicial al que Josef K. intenta hacer frente, pero sin saber que "la guerra" ya está perdida de antemano. Golpes de jazz salpicados entre el precioso adagio de Albinoni, nos adentran en la pesada "losa psicológica" que el protagonista soporta a lo largo de todo el film. 
Welles muestra una sociedad tan perfecta como corrupta, muestra una ambigüedad, una doble moral tanto en la ley como en la sociedad en conjunto, muestra una película de conceptos simples con la que pretende enseñar lo que es el trabajo individual de las personas en una vida perfectamente organizada, gris y productiva, o como para él, una computadora es una máquina gigante y misteriosa que nunca termina de calcular, llena de luces y dando sensación de poder, tecnología y majestuosidad, haciéndonos entender que la vida de Josef K. es insignificante y es una de tantas de que la máquina sabe y controla, incluso su propio destino. Nos muestra una sociedad en la que no cabe salirse y no vale libre-pensar por uno mismo, una sociedad perfecta y sin privacidad en que no cabe cuestionarse ni su pertenencia, jerarquía o valores morales.
El film en sí es una película conceptual, en que las cosas y situaciones solo son "lo que enseñan" (el concepto), individualmente se pueden sacar conclusiones propias y personales.
Charles Chaplin dijo en su día: ...esta es la cumbre del arte cinematográfico, refiriéndose a esta producción.
- Datos: Q822426
- Multimedia: The Trial / Q822426